# Eggther
Na Mitologia nórdica, Eggther é o protetor ou guarda dos gigantes, assim como Heimdall é para os deuses. Ele aparece descrito no poema Völuspá sentado alegremente em um monte, tocando sua harpa, durante o início do Ragnarök quando o galo vermelho Fjalar começar a cantar, anunciando o conflito final.